# Otomatic

Pérová kresba vozidla

Otomatic byl koncept italského samohybného protiletadlového systému společnosti OTO Melara postavený na podvozku tanku OF-40. Byl vyzbrojen 76mm námořním kanónem Otobreda. Pravděpodobný význam jména byl "OTO Main Anti-aircraft Tank for Intercept and Combat" (OTO hlavní protiletadlový tank ke sledování a souboji).

## Vývoj
První prototyp byl dokončen v roce 1987. OTO Melara nabízela Otomatic jako samohybný protiletadlový systém pro dlouhé vzdálenosti, jenž měl překonávat jiné rozšířené systémy jako německý Gepard či britský Marksman. Otomatic se nikdy sériově nevyráběl, ani nebyl zařazen do výzbroje, kvůli rozšíření protiletadlových raket, navzdory tomu, že protiletadlové systémy používající kanony jsou podstatně levnější než ty raketové.

## Konstrukce
Podvozek tanku OF-40 posloužil jako základ. Věž byla celokovová o váze 15 tun. Vyhledávací radar SMA VPS-A05 měl být schopný detekovat letadla na vzdálenost 15 km a vrtulníky na 8 km, systém řízení palby zahrnoval laserový dálkoměr a vyhledávací periskopy. Hlaveň děla byla zesílena k ustání většího tlaku, díky čemuž mohla zbraň střílet nejen HE munici, ale také APFSDS, což umožňovalo použití systému proti starším tankům. Ve věži měl být také koaxiální kulomet ráže 7,62 mm.